# علی سامی

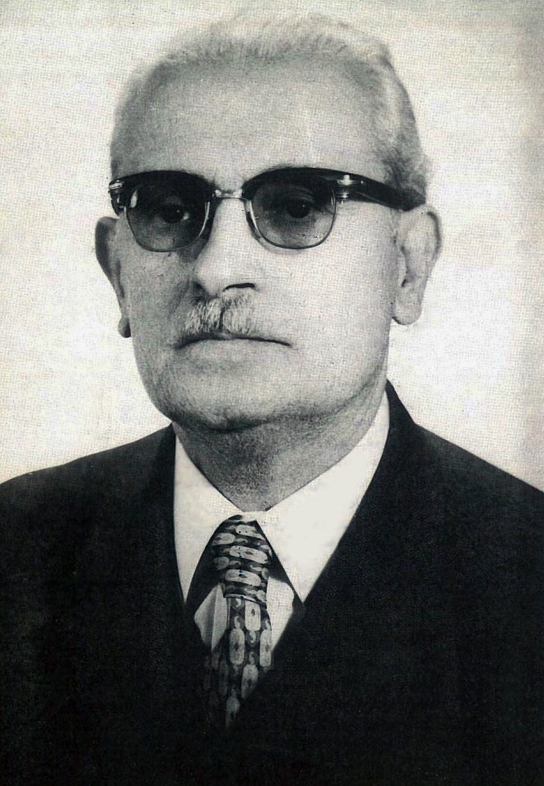
علی سامی شیرازی

علی سامی (زاده ۱۲۸۹ ش در شیراز – مرگ ۲۲ مرداد ۱۳۶۸) نویسنده، محقق و استاد دانشگاه، باستان‌شناس و رئیس مؤسسه باستان‌شناسی تخت جمشید بود. مرمت آرامگاه کورش بزرگ در سال ۱۳۵۰ ش به سرپرستی وی انجام شد. وی فرزند آقابزرگ از شاعران و نقاشان کازرونی است.

## تحصیلات
علی سامی پس از تحصیل ابتدایی و متوسطه در سال ۱۳۰۸ ش به استخدام آموزش و پرورش درآمد و به عنوان دبیر تاریخ و جغرافیا در مدارس شیراز مشغول تدریس شد و پس از آن به مدیری مدرسه و تصدی دانشسرای مقدماتی ارتقا یافت.
پس از آن در رشته ادبیات و باستان‌شناسی و تاریخ مشغول تحقیق شد و در این رشته از دانشگاه آزاد آسیایی درجه دکتری افتخاری دریافت کرد، سپس وارد وزارت فرهنگ شد و از سال ۱۳۱۵ نیز به تعمیرات ابنیه تاریخی شیراز پرداخت.
در همین زمان، آرامگاه حافظ ساخته شد و موزه پارس و آرامگاه خواجوی کرمانی و مسجد جامع عتیق مرمت شدند. سپس به ریاست بنگاه علمی و حفاری تخت جمشید و بعد به سِمت ریاست اداره باستان‌شناسی فارس منصوب شد.

## اکتشافات
از اشیای کشف‌شده توسط علی سامی، تعدادی در موزه ملی ایران نگهداری می‌شود که از آن جمله است: سر شاهزاده هخامنشی از سنگ لاجورد (سردیس آتوسا) و بشقاب سنگی به خط آرامی.

## فعالیت‌ها
همکاری در مرمت
- آرامگاه کورش کبیر
- حافظیه
- سعدیه
- آرامگاه شاه شجاع
- رئیس بنگاه علمی تخت حمشید